# Se tourner les pouces

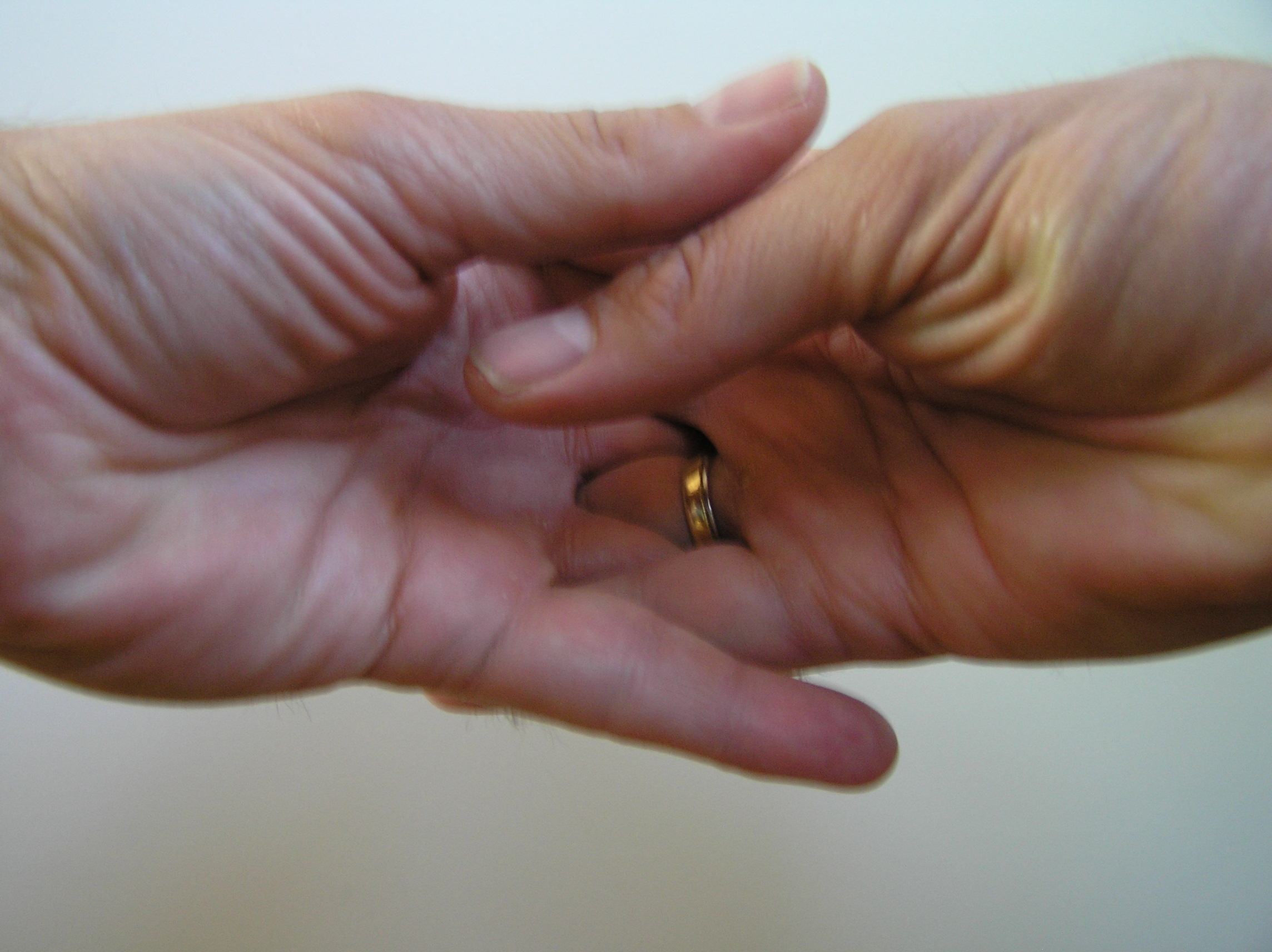
Se tourner les pouces.

Se tourner les pouces est une activité qui se fait avec deux mains dans laquelle les doigts sont entrelacés et les pouces tournent autour d'un point commun, généralement au milieu de la distance entre les deux pouces.
Bien qu'il s'agisse d'une activité nécessitant une certaine dextérité manuelle, « se tourner les pouces » est une expression utilisée pour évoquer une activité inutile et qui fait perdre du temps.
Le tournoiement des pouces peut être le résultat de la nervosité, de l'anxiété, de l'ennui ou de l'habitude. Il est courant chez les personnes atteintes de trouble obsessionnel-compulsif (TOC). En médecine, le tournoiement du pouce peut être utilisé comme un simple test de dextérité manuelle. 